# STS-62
La STS-62 è una missione spaziale del Programma Space Shuttle.

## Equipaggio
- John H. Casper (3) - Comandante
- Andrew M. Allen (2) - Pilota
- Pierre J. Thuot (3) - Specialista di missione
- Charles D. Gemar (3) - Specialista di missione
- Marsha S. Ivins (3) - Specialista di missione

Tra parentesi il numero di voli spaziali completati da ogni membro dell'equipaggio, inclusa questa missione.

## Parametri della missione
- Massa:
  - Navetta al rientro con carico: 102.861 kg
  - Carico utile: 8.759 kg
- Perigeo: 296 km
- Apogeo: 309 km
- Inclinazione orbitale: 39.0°
- Periodo: 1 ora, 30 minuti, 24 secondi